# Artus Brécart
Artus Brécart ou Artur Brécart, écrit parfois Brécard, mort en 1480, est un militaire breton, écuyer, puis gendre du connétable de France Arthur de Richemont et du duc de Bretagne Arthur III de Bretagne.

## Biographie
Né après 1415, Artus Brécart fut écuyer d'Arthur de Richemont (1393-1458), connétable de France de 1425 à 1458, et duc de Bretagne de 1457 à sa mort, sous le nom d'Arthur III de Bretagne.
Arthur de Bretagne lui donne Jacquette de Bretagne, alias Jacqueline, sa fille illégitime en mariage qui a lieu le 15 janvier 1438. Elle fut légitimée sans finance par le roi de France Charles VII en septembre 1443 à Saumur. De leur union naquirent trois enfants : 
- François Brécart (1440-1491) marié avec Olive de Kermabon . Envoyé par la duchesse Anne de Bretagne en juillet 1491 pour presser le roi de lui envoyer du secours[1] ;
- Françoise Brécart, mariée en 1513 avec Michel Godart ;
- Georgette Brécart, mariée avec Guillaume de Neufville.

En cadeau de mariage, Arthur de Bretagne lui avait donné en la mariant cent livres de rente qu'il racheta par le don de la seigneurie de Bréhat le 9 janvier 1451, qu'il tenait de son père  qui l'avait confisqué en 1437 au comte de Penthièvre. Artus Brécart, fut nommé capitaine de Mervent, qui comprenait les seigneuries de Vouvant et de Mervent avec le Vieux Château de Mervent, et celui de Vouvant, puis de Saint-Aubin-du-Cormier et du Coudray-Salbart, par lettres du 8 octobre 1457, à quoi le duc Arthur III son beau-père ajouta une pension annuelle de six-vingt[Quoi ?] écus le 1er novembre 1457, et par autres lettres 15 décembre 1457, il le confirma dans la possession et propriété de la terre de Bréhat. Le duc François Ier de Bretagne confirma  ce don, avec la faculté de rachat pour 3 000 réaux. Ce que fit le vicomte de Martigues, comte de Penthièvre, qui la recouvra en 1471.
En 1455, Artus Brécart possédait à Rennes un immeuble rue Saint-Yves qui lui fut racheté par le trésorier de Bretagne Pierre Landais, qui le réaménagea somptueusement pour en faire la garde-robe du duc de Bretagne, endroit où l'on conservait les titres, trésors et les chartes des ducs

## Armoiries
« D'Hermines au bâton de gueules »